# Antonín Boček

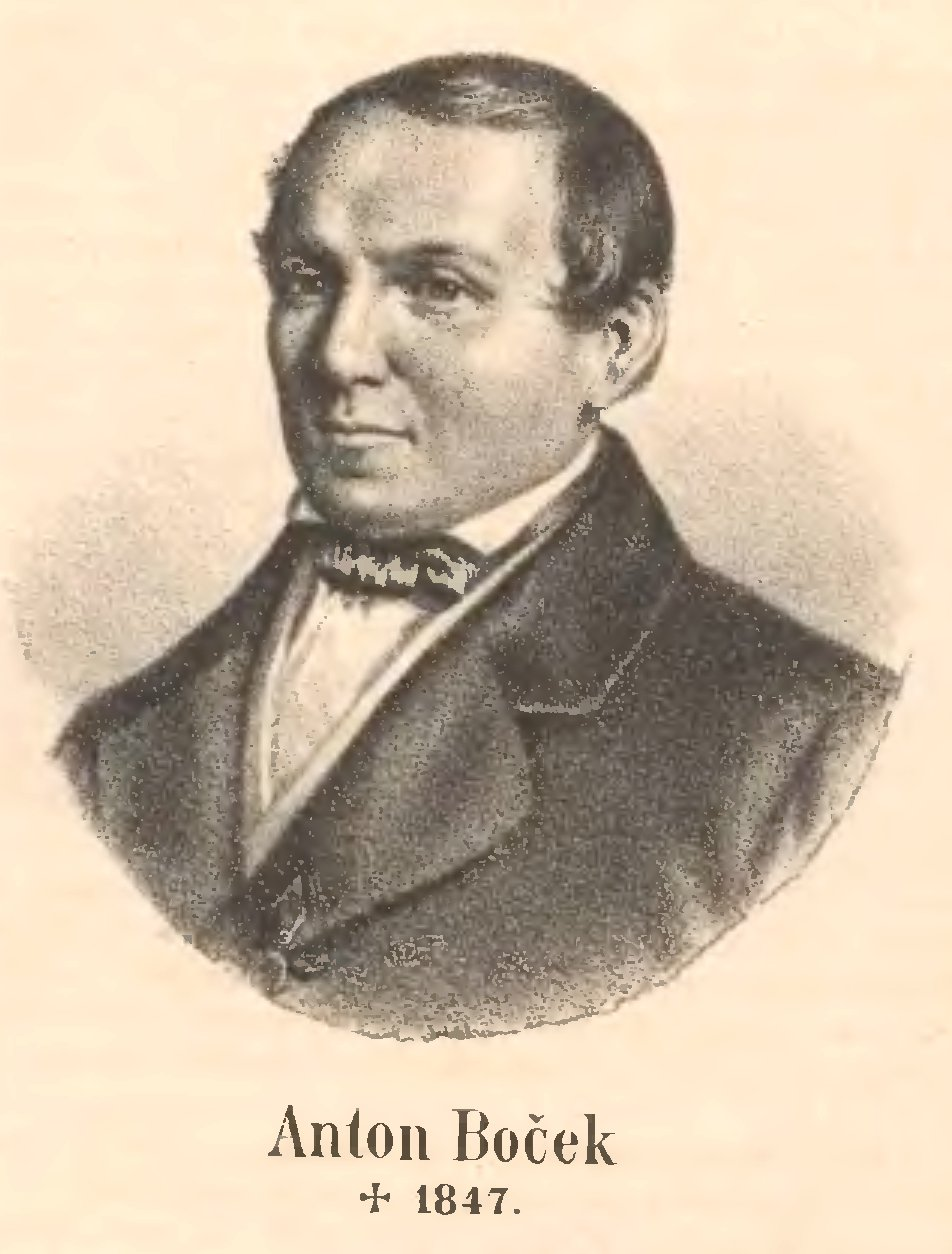
Antonín Boček

Antonín Boček, auch Anton Boczek (* 20. Mai 1802 in Bystřice nad Pernštejnem; † 11. Januar 1847 in Brünn) war ein mährischer Archivar und Historiker sowie Handschriftenfälscher.
Boček veröffentlichte die ersten Bände des Codex diplomaticus et epistolaris Moraviae.
Schon 1861 bezeichnete Alois Vojtěch Šembera einige seiner Urkunden als Unterschiebungen und Fälschungen. Ebenso 1875: Fälschung und Mutilierung (Verstümmelung) mehrerer Urkunden im „Codex diplom. Moraviae“. Er fälschte mehrere Urkunden aus dem 13. Jahrhundert, um damit seine Theorie von der Zerstörung des Klosters Doubravník durch die Goldene Horde im Jahre 1241 zu belegen. Jan Tenora bezeichnete 1909 im Zusammenhang mit der Herausgabe seines Werkes zur Geschichte der Stadt Bystřice die von Boček aufgefundenen Urkunden als sehr verdächtig. Weiterhin erfand Boček für Vojtěch von Medlov und Štěpán von Medlov die Prädikate von Bystřice und von Zubří, um damit einem Nachweis für die Existenz beider Orte in der ersten Hälfte des 13. Jahrhunderts zu schaffen.
Er war der Onkel von Alois Boczek, der als Finanzbeamter, Journalist sowie Abgeordneter in der Frankfurter Nationalversammlung wirkte.